# Roque Pérez
Roque Pérez es una localidad argentina, cabecera del partido homónimo, ubicada en la provincia de Buenos Aires.

## Ubicación
Ubicada a 135 km de Buenos Aires, la localidad de Roque Pérez se encuentra en una zona agropecuaria rica y fértil que se destaca por su actividad vacuna, aviar y porcina (cuenta con el mayor criadero de cerdos del país).
La ciudad está limitada políticamente con los partidos de Partido de Lobos, sobre el norte; Partido de Monte, sobre el este; Partido de General Belgrano, sobre el sureste; Partido de Las Flores, sobre el sur; Partido de Saladillo, sobre el suroeste y Partido de 25 de Mayo, sobre el noroeste.

## Historia
Hacia 1818, el campo donde se formó el pueblo de Roque Pérez era del señor Gutiérrez.
En 1884, se construyó la estación Roque Pérez al tenderse la línea del Ferrocarril General Roca (ex Ferrocarril Sud). En septiembre del mismo año, pasó la primera locomotora (llamada “Luz del desierto”).
En 1891 se inauguró, una fábrica de tejidos, frazadas, tricotas y ponchos de la firma William Patts, Roche y Cía. Empleaba a más de 150 personas, pero en 1896 cesó su actividad debido a que la Municipalidad de Saladillo la obligaba a hacer un costoso acueducto para llevar al Río Salado las aguas servidas del lavadero de lanas. La fábrica levantó sus maquinarias y se trasladó a Montevideo, Uruguay. El local fue vendido a Juan Fenochietto, quien lo utilizó como depósito de cereales.
Las crónicas cuentan que había once casas de comercio importantes y que la principal era la casa Espelosín, fundada en 1883. Contando los comercios más pequeños, sumaban 400 establecimientos comerciales. Además, funcionaban cuatro hoteles: “Hotel Espelosín”, “El Vasco Argentino”, “Hotel Buenos Aires” y otro del que no se consigna el nombre.
En el año 1934 se fundó, con la cooperación de los vecinos y el comercio, la “Biblioteca Popular Esteban Echeverría”. Allí se dictaban clases gratuitas a los adultos analfabetos. Por esos años Rivas Barboza decía: “¡Con cuánto cariño trabajé en pro de esta biblioteca!, a fin de que fuera lo que debía ser: un centro cultural; pero la apatía por la lectura, especialmente en lo que se refiere a la juventud, […] no dio el resultado que de ella se esperaba”.
El nombre del pueblo surgió a partir de la oferta que el Ferrocarril Sud le hizo a Juan Espelosín de ponerle su nombre por ser el donante de las tierras. Sin embargo, Espelosín propuso que llevara el nombre del Dr. José Roque Pérez en su homenaje, por haber dado la vida combatiendo la fiebre amarilla. Además, el Sr. Roque Pérez era conocido en la zona ya que había sido dueño de la estancia “San José”.
Hay una serie de calles en esta ciudad, que homenajean con su nombre a varios ex intendentes. Ellas son: Domingo Larraburu, Homero Fernández, Pedro Tarigo, Marcos Ciappa Anaut, Dr. Diógenes Gotuzzo, P. Pablo Sabatte, Federico Bolla y Alfredo Albanesi.

## Toponimia

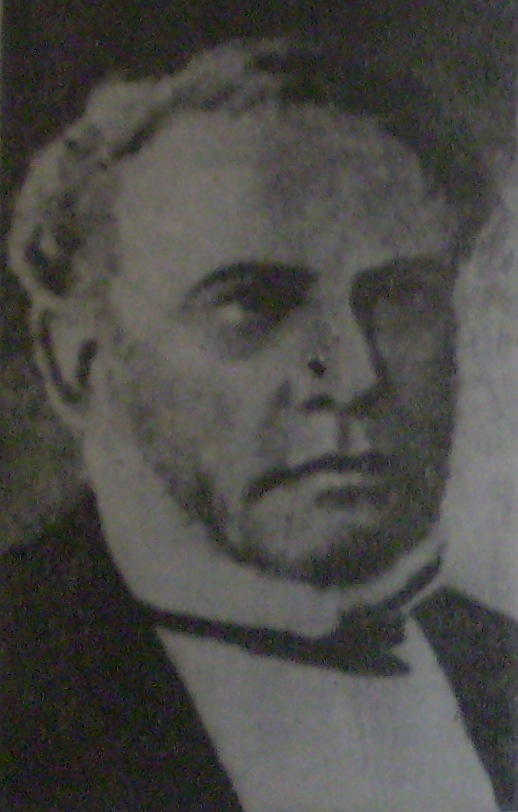
José Roque Pérez.

La localidad recibe su nombre en honor del abogado José Roque Pérez, nacido en la ciudad de Córdoba en 1815. Graduado en Buenos Aires en 1839 fue defensor de pobres, y destituido por Juan Manuel de Rosas por motivos políticos.
Fue comisionado para redactar el código de procedimientos civil, criminal y de comercio. Formó parte del consejo de instrucción pública, fue director de la casa de la moneda, docente universitario y presidió la municipalidad de la ciudad de Buenos Aires, donde murió víctima de la fiebre amarilla en 1871.

## Geografía
La ciudad (planta urbana) de Roque Pérez está situada en el Cuartel I.

## Población
Cuenta con 10 358 habitantes (Indec, 2010), lo que representa un incremento del 24% frente a los 8354 habitantes (Indec, 2001) del censo anterior.
| Gráfica de evolución demográfica de Roque Pérez entre 1960 y 2010 |
|                                                                   |
| Fuentes: INDEC                                                    |

## Turismo, cultura y deportes
Entre los lugares más representativos a nivel turístico, cultural y deportivo, se encuentran el Parque y Estación del Ferrocarril General Roca - Paseo Santiago Tomás Monetti, el Centro Cultural Roque Pérez, el Estadio del Club Alumni, la Plaza Bartolomé Mitre, el Estadio del Club Atlético, la Sociedad Rural, la Casa de Socorro Mutuo y Apoyo al Niño con Problemas en el Habla, la Casa de Juan Domingo Perón, el Estadio del Club Sarmiento y el Country Club Gimnasia y Esgrima.

## Parroquias de la Iglesia católica en Roque Pérez
| Diócesis  | Azul              |
| --------- | ----------------- |
| Parroquia | San Juan Bautista |